# Obligación tributaria
La obligación tributaria es una relación jurídica entre el Estado u otra persona pública y los sujetos pasivos en tanto tenga lugar el presupuesto de hecho previsto en la ley.

## Sujetos

### Sujeto activo
Es el órgano estatal titular del crédito, quien como acreedor tiene el derecho a exigir el importe del tributo. Este debe integrar necesariamente la estructura estatal.
Debe distinguirse quien tiene competencia para crear el tributo, que es el legislador; del sujeto activo, que es el órgano administrativo titular del interés.

### Sujeto pasivo
Es la otra cara de la obligación, el sujeto obligado al cumplimiento de la prestación monetaria de la obligación tributaria.
Dentro del sujeto pasivo se distinguen distintos sujetos dependiendo de la naturaleza de la responsabilidad:
- El contribuyente, que para Valdés Costa es responsable por una deuda propia.
- El responsable, que para Valdés Costa es responsable por una deuda ajena. No soportará la carga económica del tributo, y posteriormente tendrá derecho a resarcirse del contribuyente, aunque sin los privilegios que la ley le confiere al sujeto activo para el cobro del tributo.

## Extinción
Los modos de extinción de las obligaciones tributarias por lo general coinciden con aquellos del derecho privado, aunque con algunas particularidades. El modo más importante es el pago, aunque también posee relevancia la prescripción.

### Pago
El pago es el cumplimiento de la prestación objeto de la relación jurídica tributaria, que consiste en un crédito por suma líquida y exigible en favor del fisco, que los sujetos pasivos deben satisfacer. Es el modo natural, simple y clásico de extinción de la obligación tributaria.

### Compensación
Es un modo de extinguir las obligaciones que opera por el solo ministerio de la ley, cuando dos personas son personal y recíprocamente deudoras y acreedoras de obligaciones de igual naturaleza, líquidas y  actualmente exigibles, en cuya virtud se extinguen ambas hasta el monto de la de menor valor.

### Confusión
La doctrina la define como un modo de extinguir las obligaciones que tiene lugar cuando las calidades de acreedor y deudor se reúnen en una sola persona.

### Remisión
Es un acto voluntario por medio del cual el acreedor renuncia de sus derechos en beneficio del deudor.

### Prescripción
Consiste en un modo de extinguir las acciones legales para perseguir judicialmente su cobro, por no haberse ejercido dichas acciones en un plazo determinado. La prescripción se exige a través de un proceso judicial que tiene por objeto que el tribunal declare que una deuda no se puede cobrar porque venció el plazo para solicitar el pago.